# Othresypna pulchra
Othresypna pulchra är en fjärilsart som beskrevs av Butler 1881. Othresypna pulchra ingår i släktet Othresypna och familjen nattflyn. Inga underarter finns listade i Catalogue of Life.